# 三斑趾弄蝶
三斑趾弄蝶（學名：Hasora badra，又名豆弄蝶、鐵灰絨毛挵蝶）在台灣又名鐵色絨弄蝶，是屬於弄蝶科的一種蝴蝶，是趾弄蝶屬的一種，也是其模式種。廣泛分佈於東洋界之東南亞至南亞各地，模式產地為印尼爪哇島。
成蝶出沒於低至中海拔地區之森林及濕地，活躍於朝夕時分，尤其陰天。幼蟲的寄主為豆科植物。

## 語源
在台灣以外漢語使用地區，中文名稱「三斑趾弄蝶」源於雌蝶前翅三枚半透明米黃色斑。在台灣使用的中文名字「鐵色趾弄蝶」則源於此種翅膀腹面有像剛鍛造出來的鐵器表面的藍紫光澤。

## 分佈
中國（江西、海南、廣西、雲南、香港）、台灣、日本（西表島）、印度、緬甸、越南、老撾、泰國、斯里蘭卡、菲律賓（巴拉望島）、馬來西亞、印度尼西亞。

## 形態

### 幼期
卵呈扁球形，直徑約0.8毫米，高約0.5毫米，乳白至淡黃色，有光澤，有13-15條縱脊。
幼蟲共有5個齡期。1至4齡頭部黑色，體色淺黃色，背中央有4條黃白色細縱線，胸部有黑色橫條紋，每個腹節有幾個橫條紋，第2、第4、第6、第8腹節兩側有明顯的黑斑，氣門黑色。第5齡頭部桃紅色，頭前方有3個明顯的黑色大圓點，單眼黑色，體色體部黃褐色。
蛹頭部中央有1發達的鼻狀突起。體米黃色，頭部後緣中央，中胸前，後緣中央，翅基部有黑色斑點，氣門黑褐色。體表被有霜狀的代謝物。化蛹於寄主植物或附近其他植物葉片所做的巢中。
| - 小幼蟲 - 終齡幼蟲 - 終齡幼蟲 |

### 成蟲

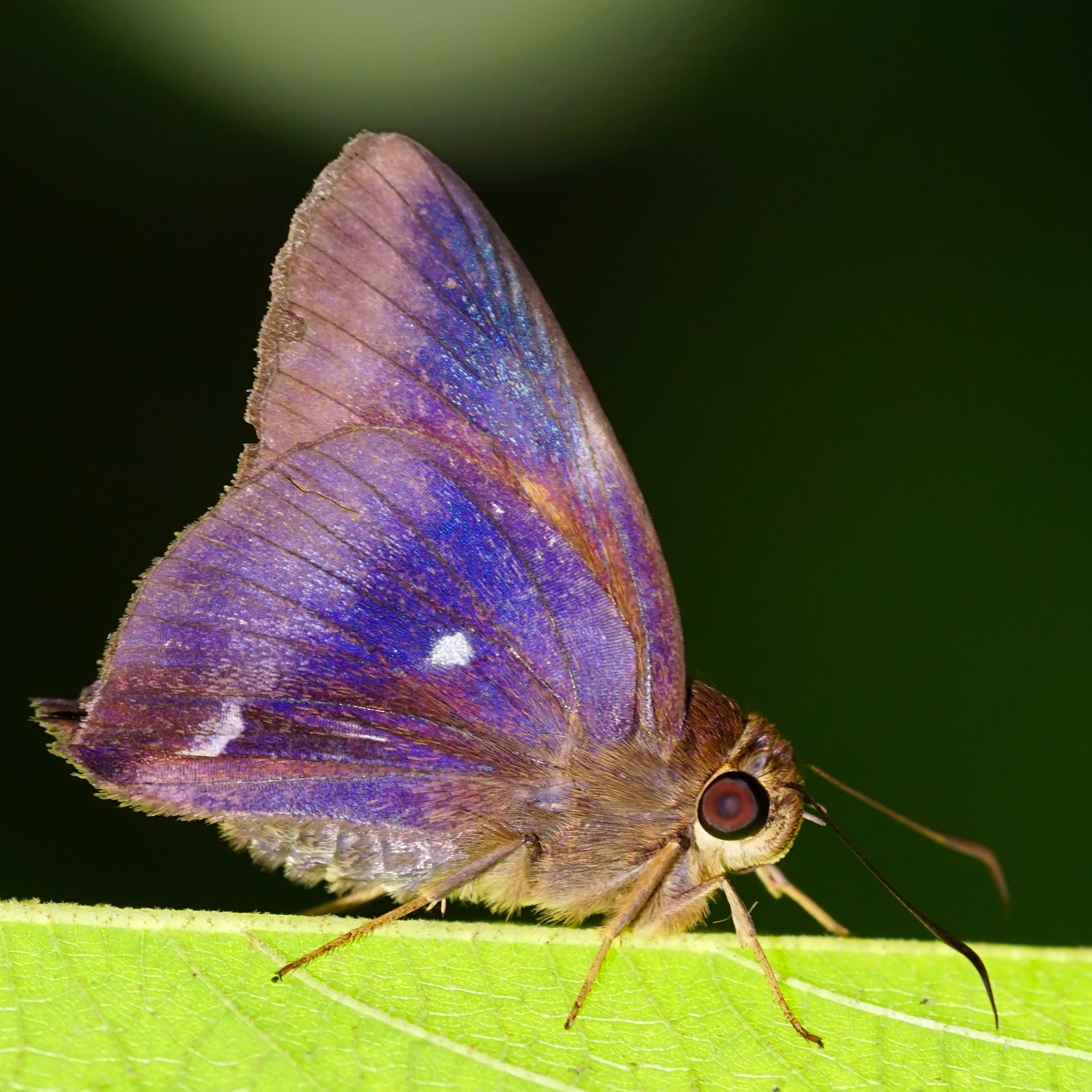
金屬般紫褐色的翅膀

前翅長20-24毫米。觸角長14毫米，暗褐色。下唇須第2節發達，豎立，下方與前方黃褐色。前翅翅形近於直角三角形，外緣稍微呈弧形。後翅修長，略呈橢圓形，後端有明顯的葉狀突。前後翅外緣毛基部褐色，端部灰白色。雌雄斑紋明顯相異。
雄蝶前翅黑褐色，無斑紋；腹面顏色不均一，從Cu1脈近基部到臀角內側有1大的灰白色斜斑紋，從翅前緣到M3脈有1條黑褐色與外緣平行的模糊寬斑帶，到M3脈後曲折到翅臀角上方，達外緣。後翅正面黑褐色，無斑紋；腹面褐色而泛紫色，中室端有1小白斑，臀角斑明顯黑色，臀角上方有「✓」形白紋。
雄外生殖器背兜不發達，前伸，背面觀前緣稍凹入。鉤形突背面觀端部分為2叉，有發達的側突起。顎形突發達，向後伸過鉤形突中凹。囊形突向上彎曲，端部稍膨大。抱器瓣形狀極不規則，抱器端二瓣型，端瓣長三角形，頂端指向後下方，背瓣遠短於端瓣，末端向上與向下各伸出1突起。陽莖直，約為抱器瓣下緣長的1/2。
雌蝶前翅正面基部黃深褐色，端部深褐色，亞頂區有3個白色小斑，中室端，m3室及cu1室各有1大的黃色透明斑；腹面除與正面同樣的斑外，cu2室有黃白色斑紋，後緣黃白色。後翅正面深褐色，無斑紋；腹面中室端有1小白斑，臀角上方有1淡黃色「✓」狀紋，有明顯的黑色臀角大斑。後翅臀角瓣突出較雄性的長，呈短尾狀。雄蝶翅面缺乏淺色斑紋，雌蝶則在前翅翅面具有三枚半透明米黃色斑，翅頂附近也有同色小斑紋。

## 習性

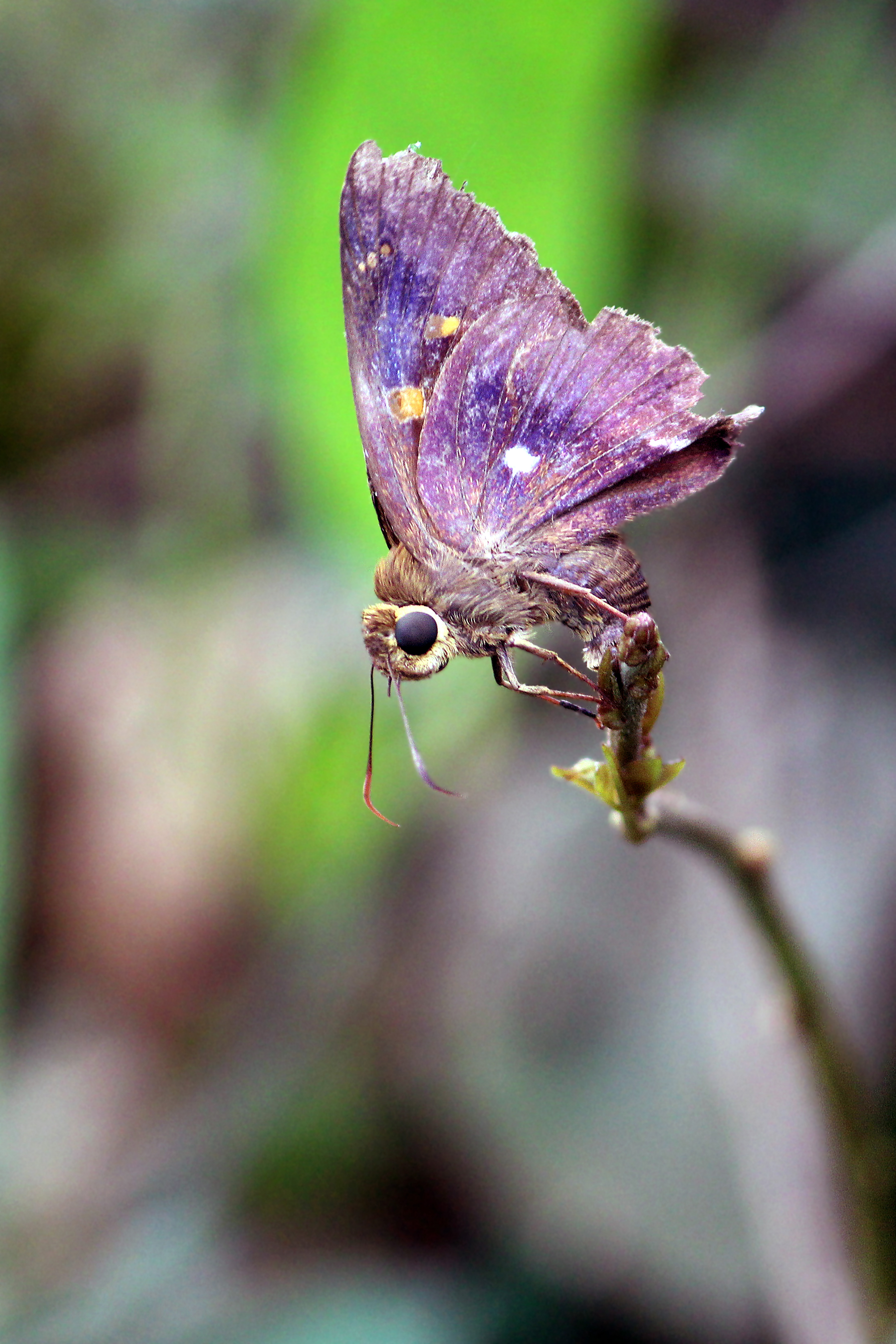
雌蝶產卵

一年多代，世代重疊。成蝶出見於海拔0-1000米高之濕地平地、低山地樹林及森林邊緣，沿海森林附近的草地、民居、農田周圍的濕地等長有寄主植物的環境。活躍於朝夕時份，尤其陰天。成蝶飛行快速，飛行高度一般於視平線以下的草叢之上。好訪花，尤其鬼針草屬植物。停棲時翅膀合起。
雌蝶在寄主剛抽出新芽時就在複葉間產卵，卵單產，以讓幼蟲孵出後能趕上葉片生長的時機，爬到嫩葉中肋把葉緣用絲黏成水餃狀的蟲巢，當葉片開始變硬時，幼蟲也長成肥胖的終齡幼蟲，不久幼蟲就把變硬的葉片黏合，自己躲在蟲巢裡化蛹。
幼蟲的寄主為豆科植物，包括：
| 魚藤屬 Derris                                                      | 崖豆藤屬 Millettia                                                                    |
| ------------------------------------------------------------------ | ------------------------------------------------------------------------------------- |
| - 白花魚藤 D. alborubra - 毛魚藤 D. elliptica - 魚藤 D. trifoliata | - 疏花魚藤 M. laxiflora - 厚果崖豆藤 M. pachycarpa （台灣雞血藤） - 水黃皮 M. pinnata |

| - 吸水 - 訪花 - 葉底停棲 |

## 亞種
- H. b. badra —— 分佈於印度、中國及東南亞[9]
- H. b. lanka[10]

## 文獻
- Piepers & Snellen, 1910, The Rhopalocera of Java. Hesperidae Rhop. Java [2]: 12, pl. 6, f. 15a-c
- Fruhstorfer, 1911; Neue Hesperiden des Indo-Malayischen Faunengebietes und Besprechung verwandter Formen. Deut. ent. Zeit. Iris 25 (5): 65 - 66
- Wynter-Blyth, 1957. Butterflies of the Indian Region (1982 Reprint), 468
- Lewis, 1974. Butterflies of the World: pl. 186, f. 34
- Corbet & Pendlebury, 1992. The butterflies of the Malay Peninsula. Fourth Edition revised by J. N. Eliot with plates by Bernard D'Abrera Butterflies Malay Peninsula (4th edn) : 334, pl. 52, f. 27
- Bascombe, M.J., Johnston, G., Bascombe, F.S. 1999. The butterflies of Hong Kong. Academic Press.
- 楊建業, 饒戈. 2002. 香江蝶影. 萬里機構萬里書店出版
- Vane-Wright & de Jong, 2003, The butterflies of Sulawesi: annotated checklist for a critical island faunda Zoologische Verhandelingen Leiden 343（页面存档备份，存于）: 57

## 外部連結
- 维基共享资源上的相關多媒體資源：三斑趾弄蝶
- 維基物種上的相關：三斑趾弄蝶
- 三斑趾弄蝶（页面存档备份，存于） - 香港鱗翅目學會 （繁體中文）
- Hasora badra badra（页面存档备份，存于） - Butterflies in Indo-China （英文）
- Hasora badra - funet.fi （英文）
- Hasora badra - Catalogue of Life （英文）